# Lydia (geslacht)
Lydia is een geslacht van kreeftachtigen uit de klasse van de Malacostraca (hogere kreeftachtigen).

## Soorten
- Lydia annulipes (H. Milne-Edwards, 1834)
- Lydia granulosa A. Milne-Edwards, 1867
- Lydia tenax (Rüppell, 1830)
- Lydia truncata (Strahl, 1862)